# Nurabad (Luristan)
Nurabad (persisch نورآباد) ist eine Stadt in der Provinz Luristan im Iran. Die Einwohner der Stadt sind zur Mehrheit Kurden.

## Bevölkerungsentwicklung
| Jahr | Einwohnerzahl |
| ---- | ------------- |
| 1986 | 29.188        |
| 2006 | 56.530        |
| 2011 | 61.142        |
| 2016 | 65.547        |